# 杉村隆
杉村 隆（すぎむら たかし、1926年4月20日 - 2020年9月6日）は、日本の医学者（生化学・腫瘍学）・医師。学位は、医学博士（東京大学・1957年）。国立がんセンター名誉総長、東邦大学名誉学長、国立がん研究センター名誉総長。日本学士院会員。文化功労者。位階は従三位、勲等は勲一等。
東京大学医学部助手、財団法人癌研究会癌研究所研究員、国立がんセンター研究所研究員、国立がんセンター研究所生化学部部長、国立がんセンター研究所所長、国立がんセンター総長、東邦大学学長、日本学士院院長などを歴任した。

## 概要
生化学と腫瘍学を専攻する東京府出身の基礎医学研究者である。国立がんセンター在職時に東京大学医科学研究所教授に併任された。国立がんセンターの総長に就任し、のちに名誉総長の称号を贈られた。後身の国立がん研究センターにおいても名誉総長となっている。また、東邦大学の学長に就任し、のちに名誉学長の称号を贈られた。日本学士院会員に選任され院長に就任するとともに、米国・スウェーデン・オランダ学士院外国会員にも選任された。山形県鶴岡市および東京都武蔵野市の名誉市民にも選ばれている。癌医学界の重鎮として長年にわたって活躍した。文化勲章、および、勲一等瑞宝章を受章した。

## 来歴
父親が鶴岡市出身で、東大医学部在学中は庄内地方の師弟が入る学生寮「荘内館」で生活し、インターンでは旧鶴岡保健所や市立荘内病院に勤務した。
国立がんセンター総長を務め、がん治療の進歩に尽力した。
地元出身者の縁故者で、国内外で高い評価を得ているとして、1987年に鶴岡市から名誉市民に選ばれ、1992年には武蔵野市からも名誉市民に選ばれる。文化勲章や日本国際賞なども授与されたほか、日本学士院長や東邦大学長も務めた。
2020年9月6日、心不全のため、東京都内の病院で死去、94歳。死没日をもって従三位に叙される。

## 親族
叔父に、文筆家・杉村顕道（宮城県芸術協会理事長・宮城県教育文化功労者）、洋画家・杉村惇（日展参与・宮城教育大学名誉教授・仙台市名誉市民）、遠縁に、漢学研究家・犬塚又太郎（致道博物館初代館長理事・常任顧問）がいる。

## 略歴
- 1949年3月　東京大学医学部医学科卒業
- 1950年3月　東京大学医学部助手（放射線医学教室）
- 1954年4月　財団法人癌研究会癌研究所助手所員
- 1957年10月　アメリカ国立癌研究所生化学部留学（1959年6月まで）
- 1959年7月　ウエスタンリザーブ大学留学（生化学教室　1960年10月まで）
- 1960年12月　財団法人癌研究会癌研究所研究員所員
- 1962年7月　国立がんセンター研究所生化学研究員
- 1964年11月　国立がんセンター研究所生化学部長
- 1970年8月　東京大学医科学研究所教授併任（1988年3月まで）
- 1972年5月　国立がんセンター研究所副所長
- 1974年9月　国立がんセンター研究所所長
- 1984年7月　国立がんセンター総長
- 1992年1月　国立がんセンター名誉総長
- 1992年1月　厚生省顧問（1994年7月まで）
- 1994年7月　東邦大学学長（2000年6月まで）
- 2013年10月　第25代日本学士院院長（2016年10月まで）
- 2020年9月6日 死去

## 役職
- 財団法人国際協力医学研究振興財団理事[8]
- 財団法人日本対がん協会顧問[9]
- 財団法人日本国際医学協会名誉顧問[10]
- 財団法人住友財団会長[11]
- 財団法人三菱財団理事（1997年より）[12]
- 財団法人高松宮妃癌研究基金学術委員長[13]
- 財団法人水谷糖質科学振興財団理事[14]
- 財団法人千里ライフサイエンス振興財団理事
- 財団法人日中医学協会名誉会長[15]
- 財団法人三共生命科学研究振興財団理事[16]
- 社会貢献支援財団理事[17]
- 財団法人癌研究会評議員[18]
- 財団法人がん研究振興財団顧問[19]
- 有限責任中間法人小林がん学術振興会顧問[20]
- 「野口英世アフリカ賞」委員会委員[21]
- 有限責任中間法人日本抗加齢医学会顧問[22]
- 日本遺伝子治療学会顧問
- 社団法人日本栄養・食糧学会評議員
- 日本がん分子疫学研究会顧問会員[23]
- 日本癌治療学会評議員
- 社団法人日本生化学会名誉会員 1990年より[24]
- 日本膵臓学会名誉会員[25]
- 日本動物細胞工学会顧問
- 特定非営利活動法人日本分子生物学会評議員（1983年4月1日-1985年3月31日）[26]
- 日本臨床代謝学会評議員
- 日本癌学会名誉会員 1994年より[27]
- 日本環境変異原学会名誉会員 1987年より
- 社団法人日本薬学会名誉会員 1986年より
- 米国癌学会名誉会員 1980年より
- 米国生化学分子生物学会名誉会員 1988年より
- 韓国癌学会名誉会員 1992年より
- 日本学士院会員 1982年より[28]
- 全米科学アカデミー外国人会員 1982年より
- 米国国立医学アカデミー外国人会員 1994年より
- オランダ学士院外国人会員（科学部門）1987年より
- スウェーデン学士院外国人会員（医科学部門） 1987年より
- トーマス・ジェファーソン大学名誉科学博士 1994年より

## 賞歴
- 1969年　第2回高松宮妃癌研究基金学術賞(Experimental Induction of Gastric Cancer)[29]
- 1974年　武田医学賞（化学発癌とくに実験胃癌に関する研究と癌の生化学特性に関する研究により）[30]
- 1975年　第16回藤原賞（Poly(ADP-ribose)の発見、その生合成と分解および生物学的意義に関する研究により）[31]
- 1976年　恩賜賞・日本学士院賞（胃癌発生に関する実験的研究により）[32]
- 1978年　米国環境変異原学会賞
- 1981年　米国パートナー癌研究学術賞
- 1981年　末国ジェネラルモータース癌研究基金モット賞
- 1992年　第1回吉田富三賞（癌の発生並びに本態の解明に優れた業績を挙げ、また広く癌研究の発展に寄与した事により）[33][34]
- 1994年　日本環境変異原学会学術賞
- 1997年　日本国際賞（がんの原因に関する基本概念の確立により）[35]

## 栄典
- 1978年　文化功労者、文化勲章
- 1996年　フランス共和国国家功労勲章オフィシェ
- 1998年　勲一等瑞宝章[36]
- 2020年　従三位

## 著書
- 『発がん物質』中公新書、1982年
- 『がんよ驕るなかれ―私の履歴書』日経サイエンス社、ISBN 978-4532520359、1994年
  - 1993年11月、日本経済新聞「私の履歴書」連載
- 『がんよ驕るなかれ』岩波現代文庫、ISBN 978-4006030087、2000年
- 『自らがん患者となって―私の胃全摘とその後:がん研究と臨床の明日に想いを致す』哲学書房、ISBN 978-4886791801、2005年

### 共編著
- 『胃がん』村上忠重共編  バイオメジカルシリーズ　講談社 1974年
- 『岩波講座現代生物科学 15　癌』山村雄一共編 岩波書店 1976年
- 『がん その分子生物学、細胞生物学からその医科学、環境科学まで』山村雄一共編 共立出版 1979年
- 『がんと人間』長尾美奈子、垣添忠生共著　岩波新書、1997年

### 翻訳
- マイケル B.シムキン『がんの科学』監訳　共立出版 1977年